# 7 Dywizja Piechoty „Lupi di Toscana”
7 Dywizja Piechoty „Lupi di Toscana” − jeden z włoskich związków taktycznych piechoty okresu II wojny światowej. W 1940 w składzie 1 Armii walczącej na froncie alpejskim z Francuzami.
Dowódcą dywizji był gen. Ottavio Boleo.

## Bibliografia

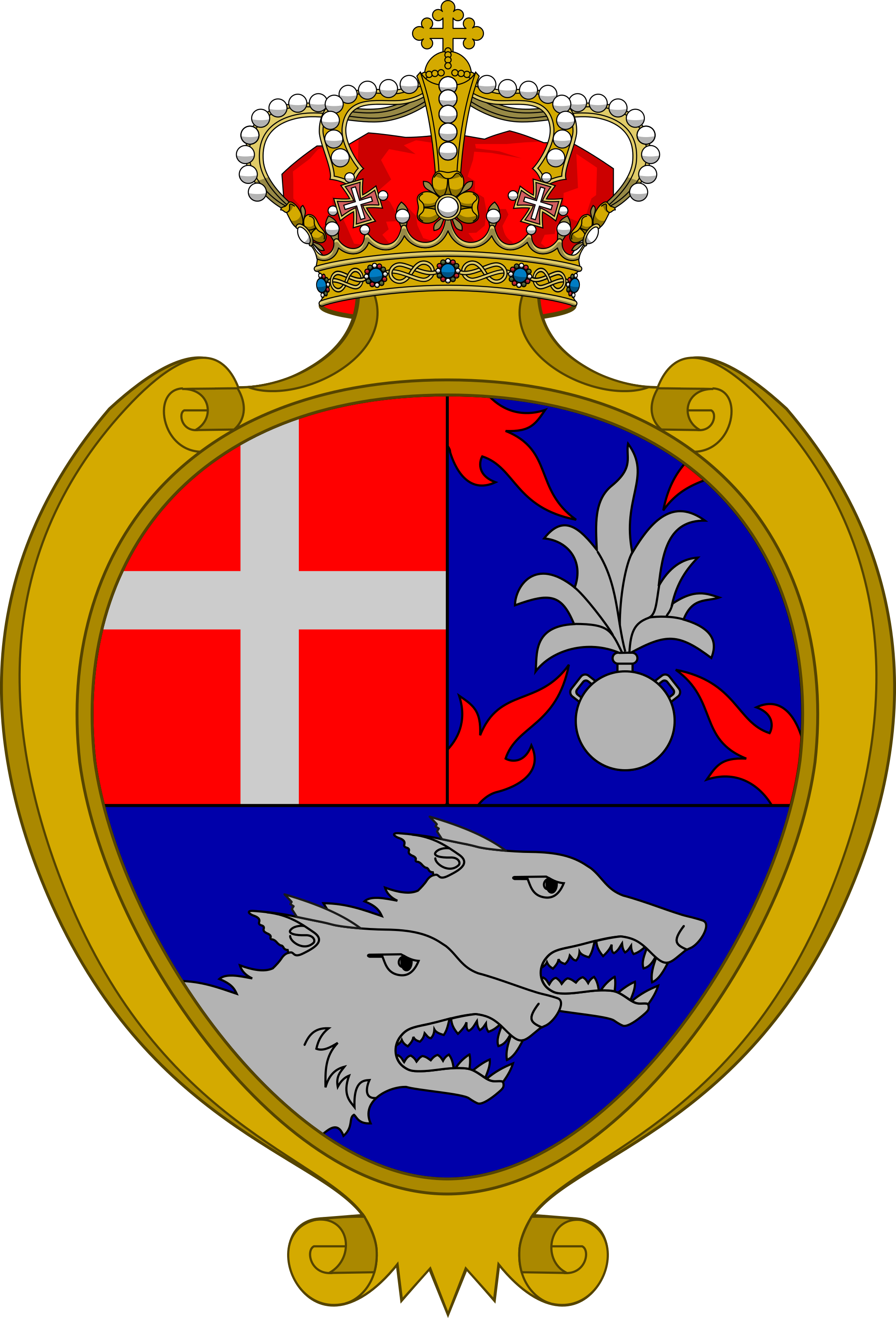
Herb 77 Pułku Piechoty „Wilki Toskanii”, 1939

## Skład w 1940
- 77 pułk piechoty,
- 78 pułki piechoty,
- 30 pułk artylerii,
- 7 batalion moździerzy,
- 7 batalion saperów,
- 7 kompania przeciwpancerna,